# Ethylamin
Ethylamin (mimo chemii dle PČP etylamin, systematicky ethanamin) (C2H5NH2) je druhý nejjednodušší amin. Jedná se o slabou zásadu. Používá se v chemickém průmyslu a v organické syntéze.

## Výroba
Ethylamin se vyrábí dvěma hlavními způsoby:
1. Většina ethylaminu se vyrábí reakcí ethanolu a amoniaku za přítomnosti katalyzátoru:
CH3CH2OH + NH3 → CH3CH2NH2 + H2O
Při této reakci vzniká společně s ethylaminem také diethylamin a triethylamin. Takto se vyrobí asi 80 000 tun těchto aminů.
2. Také se vyrábí reduktivní aminací acetaldehydu:
CH3CHO + NH3 + H2 → CH3CH2NH2 + H2O
3. Rovněž může být připraven několika dalšími způsoby, které se však kvůli vysoké nákladnosti nepoužívají, například
  - reakcí ethylenu s amoniakem za přítomnosti amidu sodného jako katalyzátoru:
H2C=CH2 + NH3 → CH3CH2NH2
  - hydrogenací acetonitrilu nebo acetamidu a také reakcí haloethanů (například chlorethanu nebo bromethanu) s amoniakem a hydroxidem draselným:
CH3CH2Cl + NH3 + KOH → CH3CH2NH2 + KCl + H2O

## Použití
Ethylamin se používá jako prekurzor mnoha herbicidů obsahujících antrazin a simazin.